# Microchaetina valida
Microchaetina valida är en tvåvingeart som först beskrevs av Townsend 1892.  Microchaetina valida ingår i släktet Microchaetina och familjen parasitflugor. Inga underarter finns listade i Catalogue of Life.